# Atanasiu di Iaci
Atanasiu di Iaci (Aci, XIII secolo – Nicolosi, XIII secolo) è stato un presbitero italiano.
Monaco benedettino, fu testimone della venuta in Catania del re aragonese Giacomo II nell'anno 1287, evento al seguito del quale avrebbe compilato la cronaca Di la vinuta di lu re Iapicu in Catania, in siciliano.  
L'autenticità della Vinuta e la storicità di Atanasiu furono messe in dubbio da V. De Gaetano, che la considerò un falso di Pietro Carrera, basandosi sul fatto che l'opera non è attestata prima della sua menzione nel libro del Carrera Delle memorie historiche della città di Catania (1639). L'opera a detta dello storico seicentesco sarebbe stata ritrovata nella biblioteca del monastero dei Benedettini di Catania.
Fu pubblicata per la prima volta da Pietro Bentivegna di Palermo negli Opuscoli di autori Siciliani (1760). La Vinuta fu considerata autentica da Enrico Sicardi per l'edizione del 1917. Anche Giulio Bertoni la considera autentica, basandosi sull'antichità del linguaggio.
Se autentica, l'opera è ritenuta uno dei più antichi esempi di prosa siciliana.
A lui è stata anche attribuita la cronaca Lu rebellamentu di Sichilia di anonimo messinese del 1290. 
Trascorse buona parte della sua vita presso il monastero di San Nicolò l'Arena di Nicolosi, alle falde dell'Etna, dove morì.